# Creu de la Força
La Creu de la Força és una capella en ruïnes del terme de la vila de Cotlliure, a la comarca del Rosselló, de la Catalunya del Nord. Està situada a la zona nord del terme de Cotlliure, al nord-oest de la vila i a prop al sud-oest del Fort Carrat i Fort Rodon. Actualment queda a tocar de la carretera D - 114, damunt seu, uns 100 metres a ponent del giratori de la Creu de la Força, en el costat meridional de la carretera i damunt seu: en l'ampliació del giratori i de la carretera, es van menjar bona part del talús damunt del qual és la capella.
Es tracta d'un petit edifici d'una sola nau, orientat de nord-oest a sud-est. Li manca la façana nord-occidental i bona part de l'absis.